# Érica de Sena
Érica Rocha de Sena (née le 3 mai 1985 à Camaragibe) est une athlète brésilienne, spécialiste de la marche.

## Biographie

### Débuts
Mesurant 1,68 m pour 54 kg, elle remporte le championnat du Brésil juniors en 2004. Elle est également championne sud-américaine espoirs et quatre fois championne du Brésil dans la catégorie sénior.

### 2015: Premier championnat du monde
En août 2015, elle participe à ses premiers championnats du monde à Pékin, termine 6e du 20 km en 1 h 30 min 06. La même année, elle se classe 3e du Challenge mondial de marche. En mai 2016, elle décroche la médaille de bronze du 20 km lors des Championnats du monde par équipes à Rome, en 1 h 27 min 18 s, nouveau record sud-américain, après disqualification de la Chinoise Liu Hong à la suite d'un contrôle antidopage. Cette dernière est pourtant autorisée à participer aux Jeux Olympiques de Rio de Janeiro, lors desquels la Brésilienne obtient une 7e place en 1 h 29 min 29 s.

### 2017:4eaux mondiaux de Londres
Le 13 août 2017, Erica de Sena échoue au pied du podium des Championnats du monde de Londres en battant son propre record d'Amérique du Sud en 1 h 26 min 59 s. Elle remporte ensuite le Challenge mondial de marche 2017.
En 2018, elle remporte les Championnats d'Amérique du Sud sur 20 km en 1 h 30 min 22 s. Elle termine deuxième du Challenge mondial de marche.

### 2019: nouvelle4eplace aux mondiaux de Doha
Lors des Jeux Panaméricains à Lima, elle s'adjuge la médaille de bronze du 20 km mais reste néanmoins déçue du résultat car elle espérait gagner l'épreuve. Elle a failli abandonner à de nombreuses reprises à la suite d'un avertissement reçu qu'elle considère injuste.
Elle participe à ses troisièmes championnats du monde lors de l'édition 2019 à Doha. Sous des conditions difficiles, elle termine une nouvelle fois au pied du podium sur 20 km. 4e, elle est devancée par les trois Chinoises: Liu Hong, Qieyang Shenjie et Yang Liujing,.

### 2021: Nouvelle déception aux Jeux Olympiques
Aux Jeux Olympiques de Tokyo en août 2021, Erica de Sena est à la lutte pour la médaille d'argent avec la Colombienne Sandra Arenas, mais reçoit à 300 mètres de l'arrivée un troisième carton rouge pour non-contact au sol, synonyme d'une pénalité de deux minutes. En pleurs dans la zone de pénalité, la Brésilienne franchit finalement la ligne d'arrivée en 11e position, en 1 min 31 s 39.

## Vie privée
Elle est mariée au marcheur équatorien Andrés Chocho. Elle vit et s’entraîne avec lui à 2 500 mètres d'altitude à Cuenca en Equateur.

## Palmarès
| Date | Compétition                              | Lieu                        | Résultat | Épreuve         | Marque             |
| ---- | ---------------------------------------- | --------------------------- | -------- | --------------- | ------------------ |
| 2011 | Jeux panaméricains                       | Guadalaraja                 | -        | 20 km marche    | DSQ                |
| 2012 | Coupe du monde                           | Saransk                     | 38e      | 20 km marche    | 1 h 37 min 44 s    |
| 2014 | Coupe du monde                           | Taicang                     | 38e      | 20 km marche    | 1 h 32 min 27 s    |
| 2015 | Jeux panaméricains                       | Toronto                     | 2e       | 20 km marche    | 1 h 30 min 03 s    |
| 2015 | Championnats du monde                    | Pékin                       | 6e       | 20 km marche    | 1 h 30 min 06 s    |
| 2015 | Challenge mondial de marche              | Challenge mondial de marche | 3e       | 20 km marche    | 25 pts             |
| 2016 | Championnats ibéro-américains            | Rio de Janeiro              | 1re      | 10 000 m marche | 45 min 1 s 32      |
| 2016 | Jeux olympiques                          | Rio de Janeiro              | 7e       | 20 km marche    | 1 h 29 min 29 s    |
| 2017 | Championnats du monde                    | Londres                     | 4e       | 20 km marche    | 1 h 26 min 59 s    |
| 2017 | Challenge mondial de marche              | Challenge mondial de marche | 1re      | 20 km marche    | 34 pts             |
| 2018 | Championnats d'Amérique du Sud de marche | Sucúa                       | 1re      | 20 km marche    | 1 h 30 min 22 s    |
| 2018 | Challenge mondial de marche              | Challenge mondial de marche | 2e       | 20 km marche    | 23 pts             |
| 2019 | Jeux panaméricains                       | Lima                        | 3e       | 20 km marche    | 1 h 30 min 34 s    |
| 2019 | Championnats du monde                    | Doha                        | 4e       | 20 km marche    | 1 h 33 min 36 s    |
| 2021 | Championnats d'Amérique du Sud           | Guayaquil                   | 2e       | 20 000 m marche | 1 h 30 min 51 s 97 |
| 2021 | Jeux olympiques                          | Tokyo                       | 11e      | 20 km marche    | 1 h 31 min 39 s    |
| 2024 | Jeux olympiques                          | Paris                       | 13e      | 20 km marche    | 1 h 29 min 32 s    |

## Records
| Épreuve         | Performance      | Lieu           | Date            | Note             |
| --------------- | ---------------- | -------------- | --------------- | ---------------- |
| 5 000 m marche  | 23 min 10 s 59   | Campinas       | 7 novembre 2011 |                  |
| 10 000 m marche | 43 min 41 s 30   | Sao Paulo      | 1er août 2014   | Record du Brésil |
| 10 km marche    | 46 min 26 s      | Valley Cottage | 25 octobre 2015 |                  |
| 20 000 m marche | 1 h 32 min 6 s 0 | São Paulo      | 27 juin 2024    |                  |
| 20 km marche    | 1 h 26 min 59 s  | Londres        | 13 août 2017    | Record du Brésil |
| 35 km marche    | 2 h 47 min 59 s  | Dudince        | 25 mars 2023    |                  |